# Прихований шрам
Прихований шрам (англ. The Hidden Scar) — американська драма режисера Беррі О'Ніла 1916 року.

## У ролях
- Етель Клейтон — Джанет Хол
- Холбрук Блінн — Стюарт Доун
- Ірвінг Каммінгс — Дейл Овертон
- Монтегю Лав — Генрі Далтон
- Медж Еванс — Дот
- Едвард Кімболл — преподобний Джеймс Овертон
- Євгенія Вудворд — місіс Овертон